# VM-Häuser

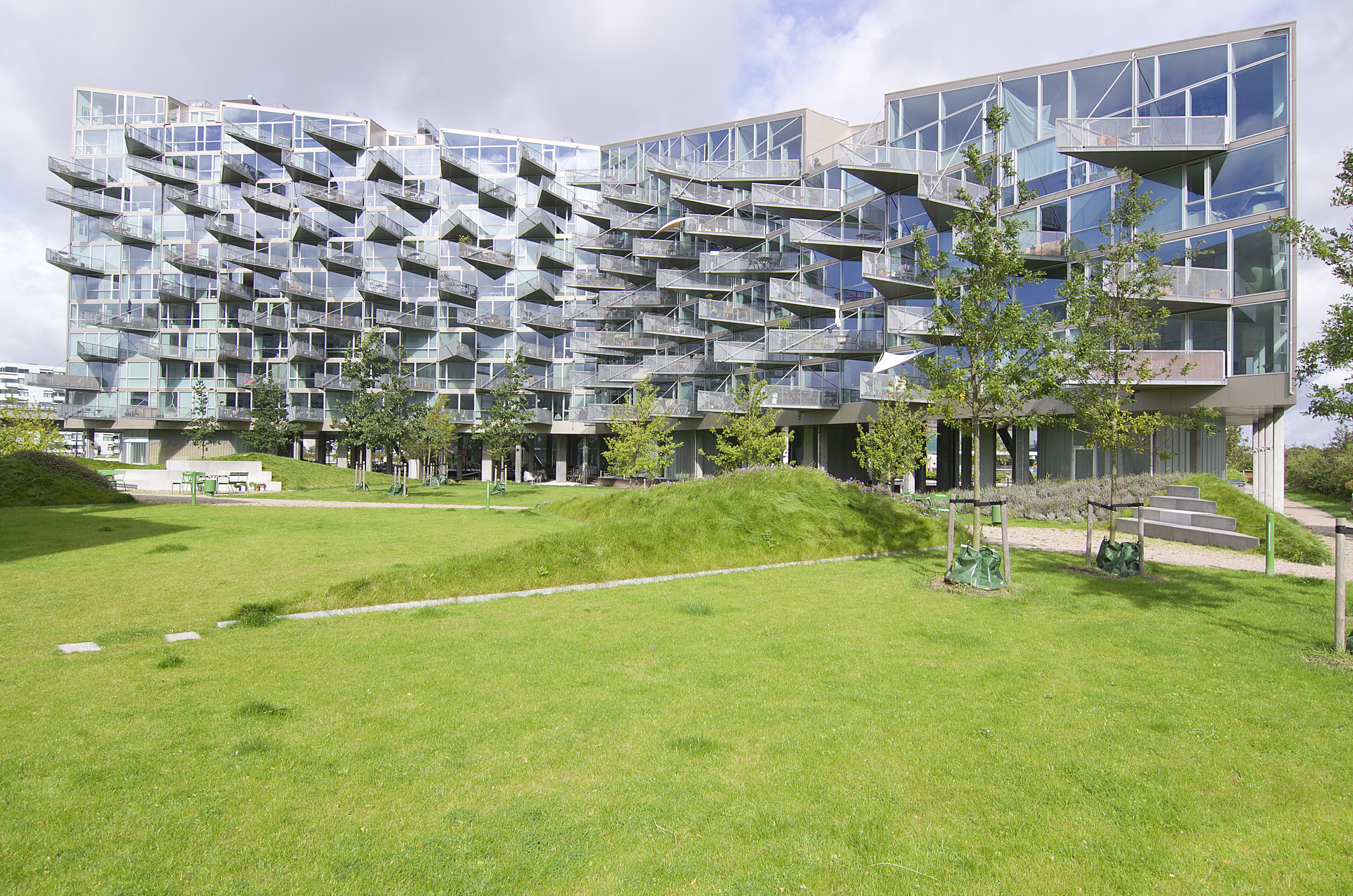
VM-Häuser, Kopenhagen (Dänemark)

Die VM-Häuser (dänisch: VM Husene) sind ein Wohnprojekt bestehend aus zwei benachbarten Wohnhäusern in Ørestad, Kopenhagen, Dänemark. Das von JDS Architects und Bjarke Ingels Group entworfene M-Haus mit 95 Wohneinheiten wurde 2004 und das V-Haus mit 114 Wohneinheiten 2005 fertiggestellt.

## Hintergrund
Der Bauträger Per Høpfner, der mit dem Unternehmen Dansk Olie og Naturgas – heute DONG Energy – zusammenarbeitete, war daran interessiert, in Ørestad auf vom Staat erworbenen Grundstücken Wohnraum zu schaffen. Obwohl Bjarke Ingels und Julien De Smedt noch nie zuvor etwas in so großem Maßstab gebaut hatten, beschloss er, ihr Architekturbüro PLOT mit dem Entwurf der VM-Häuser zu beauftragen. Høpfners Sohn Peter erklärte, wie kooperativ Ingels war und stets bereit, seine Pläne anzupassen, wenn die Kosten zu hoch wären. „VM sieht vielleicht verrückt aus“, bemerkte Høpfner, „aber es lag im Rahmen des Budgets.“ Er glaubt, dass der Erfolg des Projekts teilweise auf die häufigen Gespräche zurückzuführen war, die der Architekt in seiner Rolle als Generalunternehmer mit dem Bauträger führte. Ingels lebte in dem Komplex bis 2008, als er in die Mountain Dwellings zog.

## Design
Inspiriert von Le Corbusiers Unité d'Habitation-Konzept wurden zwei Wohnblöcke mit Grundrissen in Form der Buchstaben V und M entworfen, wobei der Schwerpunkt auf Tageslicht, Privatsphäre und Aussicht liegt. Anstatt auf das Nachbargebäude zu blicken, haben alle Wohnungen einen diagonalen Blick auf die umliegende Landschaft. Die Korridore sind kurz, eher wie Einschusslöcher durch das Gebäude. In der Anlage gibt es rund 80 verschiedene Wohnungstypen, die an individuelle Bedürfnisse angepasst werden können.

## Auszeichnungen
VM Houses war das erste große Projekt, das von Julien De Smedt und Bjarke Ingels entworfen wurde und es hat ihnen 2006 den Forum AID Award für das beste Gebäude Skandinaviens einbrachte.